# Trest smrti v Peru
Trest smrti v Peru byl naposledy použit v roce 1979. Ve stejném roce byl trest smrti zrušen za běžné zločiny. Peru je tak jednou z několika málo zemí, které zrušily trest smrti pouze pro "běžné" zločiny". Peru v letech 2007, 2008, 2010, 2012, 2014, 2016, 2018 a 2020 hlasovalo pro moratorium OSN na trest smrti. Druhý opční protokol Mezinárodního paktu o občanských a politických právech však Peru nepodepsalo.

## Historie
Jako poslední byl v Peru zastřelen popravčí četou seržant letectva 26letý Julio Vargas Garayar za prodej utajovaných politických informací Chile, které bylo tehdy považováno za politického nepřítele Peru. Tato poprava byla vykonána dne 20. ledna 1979. Vargas byl zatčen 12. října 1978 při pokusu o vstup na leteckou základnu v Talaře. Následně byl obviněn z pokusu vstoupit na základu, aby zde shromáždil utajované informace. Po krátkém procesu před vojenským soudem byl Vargas odsouzen k pokutě 100 tisíc pesos a zároveň byl 14. prosince 1978 odsouzen k trestu smrti. Jeho odvolání k Nejvyšší radě vojenské spravedlnosti bylo zamítnuto den před jeho popravou. Vargas byl zbaven vyznamenání, propuštěn beze cti z armády a v 6:00 20. ledna 1979 zastřelen. Některými lidmi je poprava považována za kontroverzní. Vargasova dcera i další členové jeho rodiny tvrdí, že si peruánští úředníci jeho přiznání vynutili mučením.
V průběhu roku 1979 byl trest smrti za zločiny spáchané v době míru prostřednictvím dodatku k ústavě v Peru zrušen. Ústava však nezrušila možnost uložení trestu smrti v šesti konkrétních případech válečných zločinů, a to za velezradu, genocidu, zločiny proti lidskosti, terorismus, válečné zločiny a vraždu. Trest smrti je tak legální pouze v době mezinárodní či občanské války s několika omezeními. Udělení trestu smrti a vykonání popravy jsou v takové chvíli dovoleny za konkrétní zločiny a mohou být vyneseny pouze vojenskými soudy během válečného stavu. Popravy provádí popravčí četa a trest smrti je povolen pouze za výše vyjmenovaných šest trestných činů.

### Vývoj v 21. století
Ústava Peru umožňuje obnovení trestu smrti za terorismus v době míru. Dne 8. srpna 2006 prezident Alan García oznámil, že plánuje předložit peruánskému kongresu návrh zákona, který by trest smrti v době míru obnovil. Jeho prohlášení vyvolalo odsouzení jeho záměru lidskoprávními skupinami, jako je Mezinárodní federace pro lidská práva. Ta později vydala prohlášení, v němž uvedla, že znovuzavedení trestu smrti v Peru by bylo "neúspěchem na poli lidských práv". Prezident García zákon v roce 2006 opravdu předložil, ale 10. ledna 2007 jej kongres zamítl.
Vražda 11leté Jimeny Vellanedy, která byla zavražděna 1. února 2018 v Limě, v zemi opět rozproudila debatu o trestu smrti. Týden po její vraždě se více než 4000 Peruánců zúčastnilo pochodu přes Limu. Lidé požadovali pro jejího vraha tvrdý trest.